# Mount Mulach
Mount Mulach ist ein 1080 m hoher Berg im ostantarktischen Viktorialand. In den Bowers Mountains ragt er 6 km nordöstlich des Mount Draeger auf der Ostseite der Posey Range oberhalb des Lillie-Gletschers auf. 
Der United States Geological Survey kartierte ihn anhand eigener Vermessungen und Luftaufnahmen der United States Navy aus den Jahren von 1960 bis 1962. Das Advisory Committee on Antarctic Names benannte ihn 1970 nach dem Elektriker William J. Mulach, der im antarktischen Winter 1967 auf der McMurdo-Station tätig war.